# Canton de Nice-12
Le canton de Nice-12 est une ancienne division administrative française, située dans le département des Alpes-Maritimes et la région Provence-Alpes-Côte d'Azur. Créé en 1982, il disparait à la suite du redécoupage cantonal de 2014.

## Histoire
Le canton est créé par le décret du 25 janvier 1982 qui redéfinit les limites des cantons de Nice-1, Nice-2, Nice-3, Nice-7, Nice-9, Nice-10, et intègre dans ce périmètre trois nouveaux cantons : Nice-12, Nice-13, Nice-14.

## Représentation
| Période               | Identité               | Parti        | Qualité                                                                                               |
| --------------------- | ---------------------- | ------------ | --- |
| 1982-1985             | Charles Caressa        | PCF          | Ouvrier, ancien conseiller général du canton de Nice-3                                                |
| 1985-1998             | Jean-Claude Pastorelli | DVD          | Adjoint au maire de Nice, suppléant du député Charles Ehrmann (1988-1993)                             |
| 1998-2009 (démission) | Patrick Allemand       | PS           | Premier vice-président du conseil régional de Provence-Alpes-Côte d'Azur Conseiller municipal de Nice |
| 2009-2015             | Benoît Kandel          | UMP puis DVD | Gendarme retraité Premier adjoint au maire de Nice, puis conseiller municipal                         |

## Composition
Le canton de Nice-12 se composait d’une fraction de la commune de Nice. Il comptait 22 079 habitants (population municipale) au 1er janvier 2012.
| Nom              | Code Insee | Intercommunalité           | Population (dernière pop. légale)                |
| ---------------- | ---------- | -------------------------- | ------------------------------------------------ |
| Nice (chef-lieu) | 06088      | Métropole Nice Côte d'Azur | Fraction : 22 079(2012) Commune : 343 895 (2014) |

Quartiers de Nice inclus dans le canton :
- Saint-Roch (partie)
- Mont Boron
- Vinaigrier
- Mont Gros
- Le Trident
- Roquebillière
- Bon-Voyage
- Roquebillière en bordure du Paillon

## Démographie
| 1982 | 1990   | 1999   | 2006   | 2011   | 2012   |
| ---- | ------ | ------ | ------ | ------ | ------ |
| -    | 29 787 | 27 626 | 20 407 | 22 498 | 22 079 |